# شخصيات عائلة سيمبسون
عائلة سيمبسون، هي أسرة صغيرة تتكون من الأبوين هومر ومارج وأطفالهم الثلاثة بارت وليزا وماغي. يعيشون في مدينة سبرينغفيلد في 742 ايفرجين تيريس. أُلهم الرسام مات غرينينغ بفكرة عائلة سيمبسون عندما كان في بهو جيمس بروكس. وأطلق مات غرينينغ على الشخصيات التي رسمها أسماء أفراد عائلته، لكنه استخدم اسم بارت بدلًا من اسمه. ظهرت العائلة ضمن برنامج تراسي أولمان في تاريخ 14 ابريل 1987، ثم بدأ المسلسل بالنشر في تاريخ 17 ديسمبر 1989. يوجد عدة شخصيات ثانوية إلي جانب الخمس أفراد الأساسيين في العائلة. والشخصيات التي تكررت أكثر سيمبسون والد هومر، وباتي وسلمى أخوات مارج، والحيوانان الأليفان بالعائلة سانتا ليتل هيلبر وسنوبول الثاني. هناك أفراد أخرين بالعائلة كـمنى سيمبسون والدة هومر، وآمبر زوجه هومر وجاكلين بوفير والدة مارج وكل الأقارب الثانويين.

## العائلة الأساسية
عائلة سيمبسون هي عائلة تعيش في مدينة سبرينغفيلد بالولايات المتحدة الإمريكية في 742 إيفرجين تيريس. يعمل هومر رب الأسرة في محطه للطاقة النووية في سبرينغفليد، وهو شخصيه مهملة ومهرجة. متزوج من مارج سيمبسون ربة المنزل الأمريكية. يوجد لدى الزوجان ثلاثة أطفال هم: بارت وهو طفل مشاغب في العاشره من عمره، وليزا وهي طفله في الثامنة من عمرها وذات ذكاء مبكر، والطفله الرضيعة ماغي التي نادرًا ما تتكلم. ولدى العائلة كلب اسمه مساعد سانتا الصغير وقط يُدعى سنوبول الثاني. كلاهما بطلان في عدة حلقات من المسلسل. علي الرغم من أن في العرض أحداث معاصره بشكل ثانوي مثل العطلات وأعياد الميلاد إلا أنه لا يوجد تغير بالحجم الجسدي لعائلة سيمبسون، ومازال لديهم المشاهد التي رُسمت في نهاية عام 1980. علي الرغم من التكوين المختل للعائله إلا أن معظم الأجزاء تهتم بتقديم نموذجًا للعلاقات بين الافراد وعلاقة كل فرد بالأخر في العائلة.

## الفكرة العامة
أوحي إلى مات غرينينغ بفكرة عائلة سيمبسون عندما كان ينتظر في بهو جيمس بروكس. أراد بروكس تنفيذ الفكرة من سلسله قصيرة عن عائلة مات غرينينغ. لذلك قرر مات غرينينغ أن يقدم فكرته على هيئة حلقات كاريكاتير بعنوان "لايف ان هيل" أو الحياة في الجحيم، لكنه أدرك أن إنتاج الحياة في الجحيم يتطلب إلغاء حقوق النشر. عدل أسماء شخصيات المسلسل وفقًا لأفراد أسرته: والده هومر ووالدته مارجريت وأخواته ليزا وماغي، ورجح بدلًا من اسمه الشخصي اسم بارت وهو الجناس الناقص لكلمة برات التي تعني «الشقي»  وصاغ الشخصية متأثرًا بأخيه الأكبر مارك.
قام مات برسم الخمسة أفراد في العائلة بتصميم بسيط، وهكذا فإن المشاعر الموجودة علي وجوه الشخصيات يمكن أن تتغير بسهوله دون بذل أي جهد. قدم مات غرينينغ الأشكال الأساسية فقط للرسوم المتحركة، وكان يعتقد أن الصور ستُعدل في مرحلة الإنتاج ولكنهم أعادوا طبع الرسوم المتحركة من ناحية الأشكال فقط. وهذا أيضا أدى إلى احتلال الشخصيات مكانًا بوجهات نظرها السطحية في الحلقات الأولى القصيرة.
ظهرت عائلة سيمبسون كحلقات ضمن برنامج تراسي أولمان في تاريخ 14 ابريل 1987. تم تنسيق عائلة سيمبسون كحلقات مدتها نصف ساعة على أن يتم بثها في شركة فوكس التليفزيونية في عام 1989. ظلت عائلة سيمبسون بالشخصيات الرئيسة في هذا العرض الجديد
.

## الأداء الصوتي
دان كاستلانيتا وجولي كافنر ونانسي كارترايت يقومون بتأدية أصوات الشخصيات في برنامج تراسي أولمان. نانسي كارترايت هي الشخصية الوحيدة في المجموعة التي قد تعلمت أن تكون مؤدية صوت. أما كاستلانيتا كان قد قام بالعديد من الأداءات الصوتية في شيكاغو. وكان كاستلانيتا وكافنير بشكل منتظم جزءًا من الأداء الصوتي في برنامج تراسي أولمان، وعندما كان هناك حاجة الى القيام بالأداء الصوتي في الحلقات، قرر المخرجين مطالبتهم بالقيام بالأداء الصوتي لكلًا من شخصية هومر وماغي بدلًا من ممثلين أخرين. قرر المنتجين عمل اختبارات للقيام بدور ليزا وبارت. انضمت ياردلي سميث للاختبارات الأولى للقيام بدور بارت ولكن رأت مديرة الصوت بونيتا بيتيلا أن صوت ياردلي سميث عالي وحاد جدا. قالت ياردلي سميث بعد هذه الحادثة: «كنت أتحدث دائما كفتاه أكثر. قرأت سطرين كأنني شخصية بارت ثم قيل لي شكرًا لمجيئك». أُسند الى ياردلي سميث دور شخصية ليزا بدلا من بارت. في تاريخ 13 مارس 1987 ذهبت نانسي كارترايت الى الاختبارات للقيام بدور ليزا، وعندما دخلت الاختبارات عرفت أن ليزا شخصية بسيطة فهي الطفلة الوسطى، وفي ذلك الوقت اعتقدت بأن الشخصية لم تكن ملائمة أكثر لشخصيتها. تتعلق أكثر كارترايت بدور برايت عندما علمت بأنه مكار وغير ناجح ويكره المدرسة وقليل الاحترام للأخرين وذكي فوجدته مثيرًا جدًا للاهتمام. أعطي مات غرينينغ لكارترايت فرصة لمحاولة القيام بهذا الدور وأثناء القراءة تم منحها الدور.

## الشخصيات الرئيسية

### هومر سيمبسون
هومر جي سيمبسون الأب لعائلة سيمبسون ويقوم دان كاستلانيتا بتأدية شخصيته. يجسد الصورة النمطية للعديد من طبقة العمال الأمريكان. هو شخص فظ وسمين وغير كفؤ وطائش ومتهور ومدمن على المسكرات. بينما تسير الأحداث يُظهر هومر ذكاء أكثر وسلوك منضبط من حين لأخر. تحدث هومر متأثرًا بوالتر ماتخاو ولكن على مدار الموسم الثاني والثالث للعرض لمدة نصف ساعه تطور وأصبح صوت قوي البنية أكثر. أصبح هومر واحدًا من الشخصيات الخيالية الأكثر تأثيرًا، ووصفته جريدة صنداي تايمز البريطانية بأنه أعظم شخص كوميدي في العصر الحديث.
وفي نوفمبر 2023، أظهرت النسخة الجديدة من الكرتون المحبوب إرادته على التكيف مع الثقافة المحيطة به إذ كشف الأب هومر سيمبسون بأنه لم يعد يعمد إلى خنق ابنه بارت.

#### مارج سيمبسون
مارجوري «مارج» سيمبسون (البكر/الآنسة بوفييه) هي الأم لأسرة سيمبسون طيبة القلب وشديدة الصبر. تقوم جولي كافنير بتأدية شخصيتها. تقوم غالبًا بدور صوت العقل، ولكن تعرض بصفة خاصة مشاهد الأمومة المبتذلة بأسلوب مبالغ فيه، وعلى عكس أفراد الأسرة غرباء الأطوار، فإنها تدير عائلتها المختلة. الميزة المادية الملفتة للانتباه هو شعر مارج الأزرق الذي يشبه خلية النحل. حازت كافنير ومارج دوبلاج علي جائزة ايمي برايمتيم في حلقة «أنا متزوج من مارج» للموسم الثالث. رشحت كافينر لأدائها الصوتي في الفيلم السينمائي عائلة سيمبسون للحصول على جوائز آني 2007 في مجال «أفضل أداء صوتي في الرسوم المتحركه» ولكن حاز ايان هولم على الجائزة بأدائه الصوتي في فيلم راتاتوي. حاز الأداء العاطفي لكافنير في الفيلم على ملاحظات إيجابية وقال أحد النقاد: «أظهر كافنير أصدق أداء». مدون في إحدى أقسام عقد كافنير بأن كافنير ليس مضطرًا الى صناعة أي فيديو للدعاية التجارية لعائلة سيمبسون ونادرًا ما يقوم كافنير بالأداء الصوتي لشخصية في الأماكن العامة لأنه يعتقد بأن ذلك «سيزيل الخداع البصري». نشرت جريدة سيتينوس في عام 2008 مقال بعنوان «أعظم عشرة أمهات علي مدار العصور» واحتلت مارج المرتبة الثامنة بالقائمة.

##### بارت سيمبسون
بارثولوميو جوجو «بارت» سيمبسون هو أكبر طفل في العائلة وهو في العاشرة من عمره. تؤدي نانسي كارترايت شخصيته. ومن الملفت للانتباه في شخصية بارت شقاوته وتمرده وعدم احترامه للأخرين. وكان يُمثل شخصية أساسية في عائلة سيمبسون في أول موسمين. اسم «بارت» هو جناس ناقص لكلمة «برات» تعني (شقي) باللغة الإنجليزية. صور مات غرونينغ شخصية بارت التي تجمع في شخص واحد كل الصفات الموجودة في شخصيات مثل توم سوير وهوكلابيري فين باعتبارهم أشخاص يمثلون شخصية الطفل المشاغب جدا. وأصبح مارك، الأخ الأكبر لغرونينغ، إلهامًا لبارت. أشهر كلمة لبارت «كُلوا شورتي». تفوه كارترايت عفويًا بلفظة «كلوا شورتي» في واحده من القراءات الأصلية. في عام 1998 اختارته مجلة تايم بارت ليحتل المركز السادس والأربعين من بين المائة أشخاص الأكثر تأثيرًا في القرن العشرين وكان بارت هو الشخصية الخياليه الوحيدة في القائمة. علاوة على ذلك كان قد ظهر بارت سابقًا على غلاف جريدة تايم في طبعة 31 ديسمبر عام 1998 . أشارت بعض العائلات والمحافظين بأن طبيعة بارت المتمردة وهروبه من العقاب قدوة سيئة للأطفال. أدى هذا لقول جورج بوش الأب «نحن نعمل على تقوية العائلة الأمريكية وجعلها تشبه أكثر لعائلة والتون وأقل لعائلة سيمبسون». ظهر بارت وشخصيات عائلة سيمبسون الأخرى في العديد من الإعلانات التليفزيونية على قطع الحلوى بوترفينجر من نستله بين عامي 1990 و2001 .

###### ليزا سيمبسون
ليزا ماري سيمبسون هي أكبر طفلة في عائلة سيمبسون. تؤدي ياردلي سميث شخصيتها. ليزا هي طفله شديدة الذكاء في الثامنة من عمرها وهي واحدة من أكثر الشخصيات ذكاء في العرض. ليزا بصفة عامة لها وجهات نظر سياسيه ليبرالية اجتماعية. إنها نباتيه ومؤيدة لحركه التبت الحرة. كانت بوذية وتدعم الكنائس المسيحية  وقررت متابعة الطريق الثماني النبيل. في حلقات من برنامج تراسي أولمان كانت ليزا تشبه بارت أكثر وكانت تتشابه معه في الشقاوة. مع تطور الأحداث يتضح تمامًا ذكاء ليزا الحقيقي، ووقد أصبحت اعتبارًا من الحلقات الأولى أكثر ذكاء وعاطفية مع حلقة «كروستي جيتس بستيد». معظم الحلقات تركز على طبيعة ليزا العاطفية مثل الجزء الأول منها «أنين ليزا». وفكرة الحلقة أوضح فيها جيمس بروكس الذي يريد أن تصبح هذه الحلقة حلقة عاطفية تحكي عن حزن ليزا. في عام 2001 حصلت ليزا على جائزة «مجلس إدارة الإلتزام المستمر» خاصة في حفل توزيع جوائز الإعلام البيئي. وحازت على جائزة الإعلام البيئي في مجال «أفضل عرض تليفزيوني كوميدي»  وعلي جينيسيس في مجال «أفضل مسلسل تليفزيوني كوميدي». أشار الناشرين للمسلسل في اليابان بأن هذا المسلسل خلافًا للمسلسلات الأخرى عند استمرار مشاركة ليزا فيه من الممكن أن يصبح أكثر جذبًا لانتباه المشاهدين. ليزا هي شخصيه طيبة ولكنها سيئة للغاية أيضًا، وتمثل صوت العقل ورباط الخير في عائلتها وفي المدينة مما أدى إلى تكوين رباط قوي مع اليونانيين.

###### ماغي سيمبسون
مارجريت «ماغي» سيمبسون هي أصغر أفراد عائلة سيمبسون وتبدو دائمًا كطفلة رضيعة. كانت ملفتة للانتباه دائمًا في حلقات برنامج تراسي أولمان وقد برزت أحيانًا مع بارت وليزا ثم بدأت بالتحول للشخصية الأقل مشاهدة وسماعًا بين الافراد الخمسة الأساسيين في عائلة سيمبسون. تبدو ماغي بأنها ذات مهارات فنيه متميزة. هي شخصية نادرًا ما تتحدث ويقوم بأداء شخصيتها العديد من الممثلين مثل: جودي فوستر وإليزابيث تايلور  وجيمس إيرل جونز  وهاري شيرر وياردلي سميث  ونانسي كارترايت.

## الحيوانات

### مساعد سانتا الصغير
مساعد سانتا الصغير هو الكلب السلوقي الأليف في عائلة سيمبسون. في البداية كان فرانك ويلكر  يؤدي شخصيته ولكن الآن يؤدي دان كاستيلانيتا شخصيته. ظهر لأول مره في العرض الأول للمسلسل ككلب سباق يرعاه هومر وبارت ومنذ ذلك الوقت لعب دوراً أساسيا في المسلسل.

### سنوبول الثاني
سنوبول الثاني هو القط الأليف لعائلة سيمبسون. على مدار مسلسل سيمبسون لعب القط دورًا في العديد من أسماء سنوبول. ظهر سنوبول الأول خلال فتره وجيزة فقط في سلسة العودة للخلف والأحلام ولكنه كان يُذكر في الحديث كثيرًا. سنوبول الثاني هو القط الثاني ولكنه قُتل في جزء «أي دوه بوت». حاولت ليزا نقل سنوبول الثالث وكولتراين (سنوبول الرابع) وسنوبول الثاني لمكان آخر ولكنهم لقوا حتفهم أيضًا في حادثة. تبدو ليزا بأنها سيدة القط المجنون حيث قفز القط عليها وعلى الفور قررت تولي أمر رعايته وأطلقت عليه اسم سنوبول الخامس ولكنها قررت بأن يُنادي بأسم سنوبول الثاني من أجل تجنب إنفاق الكثير من المال على اللوحة الجديدة التي تحمل اسمه ولتقنع نفسها بـأن كل هذه الحوادث لم تحدث قط. وأصبح حاليًا سنوبول الخامس هو القط الأليف للعائلة.

## عائلة سيمبسون الكبيرة

### إبراهام سيمبسون
إبراهام «أيب» سيمبسون هو بطريرك عائلة سيمبسون ووالد هومر. قام دان كاستيلانيتا بأداء صوته. هو محارب مخضرم في الحرب العالمية الأولى الذي أُرسل إلي وطنه سبرينغفيلد للتقاعد. يُعرف بقصص سفره الطويل وحبه للماتلوك. اسم إبراهام هو نفس اسم جد مات غرونينغ. ولكن رفض مات غرونينغ أن يُعطي الأسم للشخصية وترك لغيره من الكُتاب أمر اختيار اسم الشخصية. وبالصدفة اختار الكُتاب اسم ابراهام.

### منى سيمبسون
منى بينيلوبي اولسن هي والدة هومر المتوفية. كانت غلين كلوز تؤدي شخصيتها. قدمت أول مشهد مهم لها في حلقة «الأم سيمبسون» وفي هذه الحلقة يُحكي بأنها اضطرت الى مغادرة عائلتها بعد اعتقالها بسبب أنشطتها السياسية العديدة مع حركة الهيبيز. استخدمها كُتاب السيناريو في هذه الحلقة كفرصة لحل العديد من الألغاز الصغيرة مثل من أين جاء ذكاء ليزا. عقب الموسم السابع ظهرت منى سيمبسون في ملخصين فقط من خلال العودة للخلف بالأحداث. أولهما قدمته في الموسم الثاني في حلقة «أخي، أين أنت؟» أما ثانيهما كانت في حلقة «جرامبا ضد عدم كفاية الجنس» وفي كلتا الحلقتين قامت ماغي روزويل بأداء صوت الشخصية. ماتت منى في حلقة «رحيل مني» وقد عمل هومر على محاربة موتها وإنقاذها. يرجع اسم الشخصية «منى سيمسون» إلى اسم عائلة زوجة ريتشارد ابيل. تُشبه منى هومر في بعض الملامح [[الوجه مثل شكل شفتها العليا وأنفها. حدث عدة تغيرات في تصميم شخصية منى بسبب محاولة المسئولين عن تصميم الشخصيات جعلها امرأة مسنة جذابة وسيدة شابة. وعلاوة على ذلك قامت ترس ماكنيللا بأداء شخصيتها في حلقة «دوه في الريح» من الموسم العاشر.

### هربرت باول
هربرت باول هو الأخ الغير شقيق لهومر. قام داني ديفيتو بتأدية شخصيته. هو أنحف من هومر ووليس أصلع. ظهر لأول مره في الموسم الثاني في حلقة «أخي، أين أنت؟» وفي هذه الحلقة عرف هومر بأن هربرت هو اخيه الغير شقيق الذي يجهل سر أمه. هربرت هو نتاج علاقه لم تدم طويلا بين والد هومر وعاهره الكرنفال. شغل عدة وظائف أثناء دراسته في الكلية، ثم أسس باول موتورز وهي شركة سيارات في ديترويت. شعر هربرت بسعادة شديدة عندما علم بأن لديه عائلة، وأخد يتواصل مع أبناء إخوته وزوجاتهم، وسمح بتصميم عربة هومر. أفلست شركته نتيجة التصميم السئ لعربة هومر وأصبح هربرت مُشرد في الشارع بدون منزل. كتب الحلقة جيف مارتن أما فكرة الشخصية قام بأدائها داني ديفيتو وذاعها سام سيمون. غضب البعض من النهاية الحزينة للحلقة وعندما سمع المنتجين بذلك قرروا الاستمرار في الكتابة.
ظهر هربرت مرة أخرى في الموسم المقبل في حلقة «أخي، هل يمكنك أن إعطائي مليمين». على الرغم من أنه ما زال يكره هومر إلا أنه انتقل للعيش في منزل عائلة سيمبسون . أعطي هومر 2000 دولار لهربرت كدينًا . بعد مراقبته لماغي قام بصناعة اختراع يترجم للغة الإنجليزية حديث الأطفال الرضع  حتى يتمكن من فهمهم . عندما نجح في ذلك اشترى هدية لكل فرد في العائلة وأعطى لهومر كرسي هزاز وسدد دينه له . بالإضافة إلي ذلك سامح هومر. عقب هذه الحلقة انتهى دور هربرت بالمسلسل ولكن يظل هومر يتحدث عنه من حين لأخر بأنه «أخيه الغير شقيق الذي لم يراه كثيرًا».

### آمبر سيمبسون
آمبر باي غاو سيمبسون هي الزوجة فيغاس السابقة لهومر التي ظهرت في حلقة «فيفا نيد فلاندرز» من الموسم العاشر. ذهب هومر ونيد فلاندرز إلي لاس فيغاس لقضاء عطلة نهايه الأسبوع، وأخذوا يتناولون الخمر ويسكرون هناك ثم تزوجا من إمرأتين لم يعرفهما من قبل . ظهرت آمبر مرة أخرى في حلقة «مشاجره في العائلة» وفي هذه الحلقة خدعتها عائلة سيمبسون لكي تزوجها من الجد. في حلقة «جازي والقطط» حضرت عائلة سيمبسون جنازة آمبر التي توفت نتيجة تناولها جرعة زائدة من المخدرات.

### أفراد أخرى في عائلة سيمبسون
♦ شيت هو الشقيق الأصغر لابراهام سيمبسون ولديه شركة رُبيان غير ناجحة . يؤدي شخصيته دان كاستيلانيتا .
♦ سايروس هو الشقيق الأكبر لجرامبا الذي ظهر في حلقة «قصص عيد الميلاد لعائلة سيمبسون». يؤدي شخصيته هانك أزاريا. تحطمت طائرة حربيه أثناء غاره الكاميكاز للحرب العالمية الثانية في مسرح عمليات المحيط الهادئ. لم يُطلق زوجاته قط ولديه الآن 15 زوجه .
♦ دكتور.سيمبسون هو رئيس العمليات الجراحية الحرجة في وحدة العناية الغازية. يؤدي شخصيته ترس ماكنيلي .
♦ جد العائلة ظهر في حلقة «لا شئ عن ماتش أبو» عندما كان يُحكى كيف هاجر الجد إلي أمريكا مع عائلته . أعطيت له أسماء مثل أورفيل چي . ظهر سيمبسون وهيكمان يوما في ألبوم عائلة سيمبسون الغير خاضع للرقابة، ولكن لم يتم ذكرهم مره أخرى في العائلة .
♦ ستانلي هو ابن العم الثاني لأطفال عائلة سيمبسون الذي يطلق النار على الطيور في المطار. يقوم بأداء شخصيته دان كاستيلانيتا .
♦ العم تايرون هو مُسن ساخر في عائلة سيمبسون يعيش في دايتون في ولاية أوهايو. يؤدي هانك أزاريا شخصيته . في حلقة «امسك إم إن استطعت» تعتزم عائلة سيمبسون لزيارته في يوم عيد ميلاده .
♦ آبي هي ابنه غير شرعيه للجد . وهي ابنه امرأة بريطانية اسمها إدوينا التي دخلت في علاقه معه أثناء الحرب العالمية الثانية.
♦ تظهر في حلقة «ليزا سيمبسون» مجموعة أقارب مجهولة .

## عائلة بوفييه الكبيرة

### جاكلين بوفييه
جاكلين إنغريد غرني تقوم جولي كافنير بأداء شخصيتها . مارجي سيمبسون هي والدت باتي وسلمى بوفييه التي قليلًا ما تظهر، كلانسي بوفييه هو زوجها المتوفي . ظهرت لأول مره في حلقة «أنين ليزا» أثناء سرد الأحداث بالعودة للخلف، ولكن أول مشهد مادي لها قد كان في حلقة «بارت ضد الشكر». وبالإضافة إلي ذلك قد قالت بأن لديها أخت تُدعى غلاديس، ولكنها توفت . مثل كل سيدات بوفييه فإن جولي كافنير قامت بأداء شخصيتها .

### باتي وسلمى بوفييه
باتي وسلمى بوفييه قامت جولي كافنير بأداء شخصية كلتاهما أيضًا . وهما الشقيقتان التوأمان لمارجي . عملوا في مجال إدارة السيارات بمدينة سبرينغفيلد وسمعوا عن كراهية أعمامهم الشديدة لهومر . قد ولدت سلمى قبل باتي بدقيقتين، وأختها باتي هي تملك شخصيه مستقله ذات طابع متجدد معروفه بشده بأنها مرحه . يُعرف كافنير بشخصياته المختلفة مثل " الأشخاص التي تستوعب كل شئ بالحياة . يجعل كافنير صوت باتي ذكوري أكثر من كونه أنثوي بينما يجعل صوت سلمى أرق أكثر. لم يُعرف أصل أسمائهم، حيث أن شقيقة مات غرينينغ تُدعي باتي، ولكنها كانت على خلاف مع عائلة سيمبسون، ولم يتم التأكد من صحة هذه المعلومه .

### كلانسي بوفييه
كلانسي بوفييه يؤدي هاري شيرر شخصيته . وهو والد باتي وسلمى ومارجي سيمبسون المتوفي، وزوج جاكلين بوفييه . ظهر لأول مره في حلقة «زا واي وي واز». لم يظهر مره أخرى حتى حلقة «الخوف من الطيران» حيث ظهر بأنه أول ذكر أصبح مضيفًا للطيران . في البداية كانت تعتقد مارجي بأنه طيار بطل ولكنها عرفت هذه الحقيقة وهي خوفه من الطيران. لم يُعرف متى وأين توفى.

### لينغ بوفييه
لينغ بوفييه قامت نانسي كارترايت بأداء شخصيتها، وهي ابنه سلمى بوفييه التي تبنتها. اكتشفت سلمى في حلقة «غو غو جاي بان» بأنها قد وصلت لسن اليأس وتبنت لينغ التي تعيش في الصين. خدعت السلطات الصينية قائله كذبًا بأنها متزوجه من هومر وأنها ليست امرأة عذباء وأن لينغ ستكون جزءًا من عائلة طبيعية . وعندما عرف المسئولون حالتها أعادوا لينغ، ولكن علم مكتب التبني بتجربتها الشخصية في طفولتها وأذن لها بتبني لينغ . أصبحت لينغ شخصية ذو طابع متجدد وظهرت في حلقات عديدة.

### غلاديس
غلاديس قامت جولي كافنير بأداء شخصيتها . هي خاله لمارجي وشقيقه لجاكلين. وقد توفت في حلقة «اختيار سلمى» نتيجة انسداد أمعائها .

## وصلات داخلية
- بارت يحصل على علامة راسب
- ذا سيمبسونز: الاصطدام والهروب